# Lloyd Pye
Lloyd Pye (Houma, 7 settembre 1946 – 9 dicembre 2013) è stato uno scrittore statunitense, noto soprattutto per la sua teoria personale sull'origine della vita umana, appartenente a un campo che egli stesso definisce "conoscenza alternativa" (alternative knowledge).
Pye è l'autore di quattro libri, incluso Everything You Know Is Wrong - Book One: Human Origins. Ha inoltre fatto diverse apparizioni televisive su The Learning Channel, National Geographic Channel, Extra, Animal Planet, e sul The Richard and Judy Show nel Regno Unito. 
Nei suoi lavori afferma che gli uomini non si sarebbero evoluti a partire da organismi precedenti, ma si sarebbero originati a partire da deliberati interventi di presunte forme di vita extraterrestri. Sostiene inoltre che il teschio di Starchild apparterrebbe a un presunto ibrido tra un essere umano e un alieno.
Nel 2013 gli venne diagnosticato un tumore che costrinse Pye a ritirarsi dall'attività di ricercatore e promotore del teschio sopracitato. 
Il 10 dicembre la sua famiglia ha annunciato, tramite facebook, la sua dipartita avvenuta il 9 dicembre.